# Gazania rigens
Gazania rigens és una espècie de planta herbàcia que pertany a la família de les asteràcies. És originària de Sud-àfrica i Moçambic. S'ha naturalitzat a altres parts del món i es conrea com a planta ornamental.

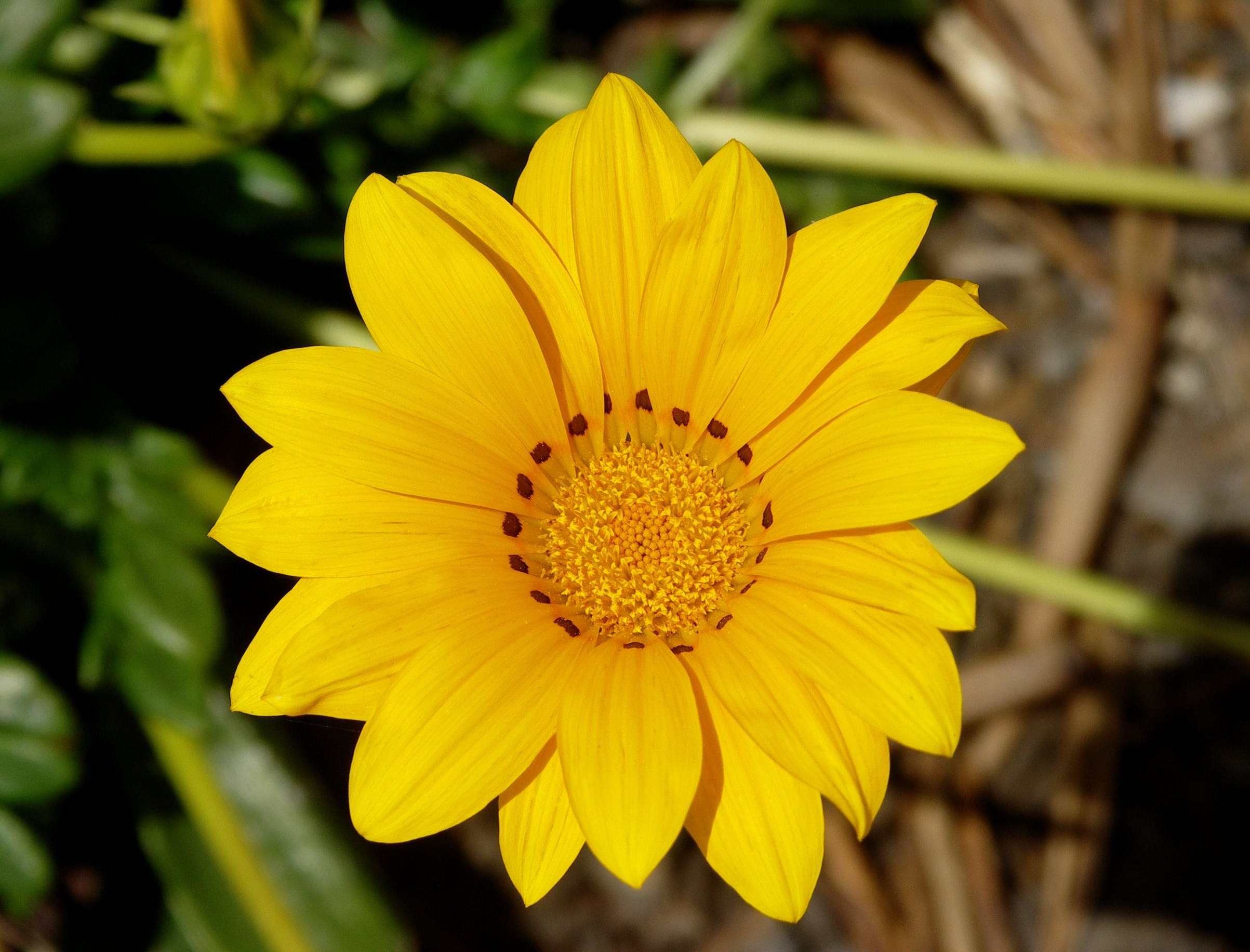
Flor

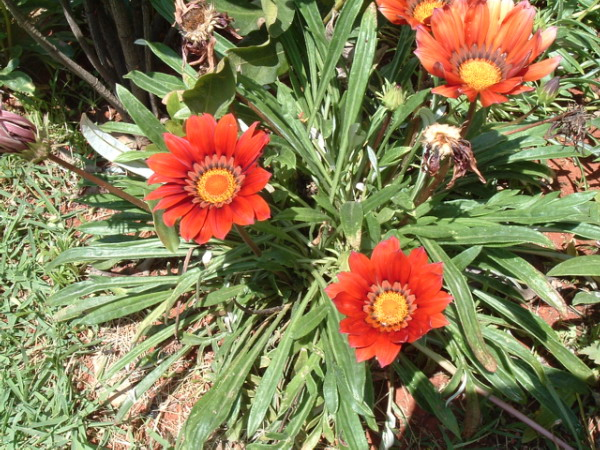
Vista de la planta

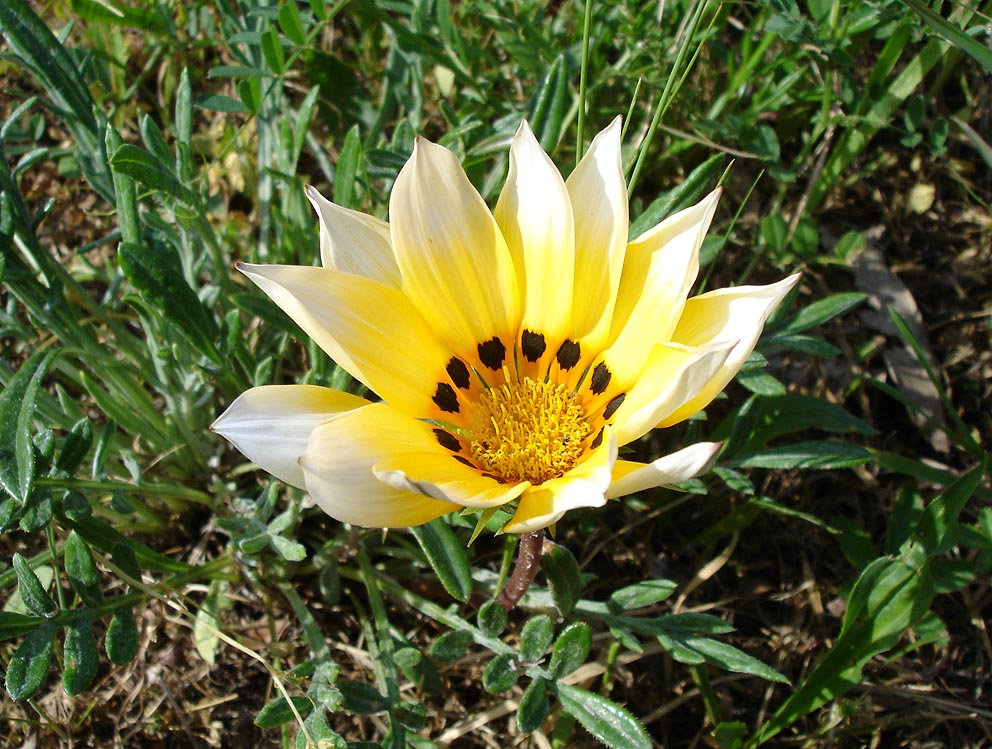
Flor

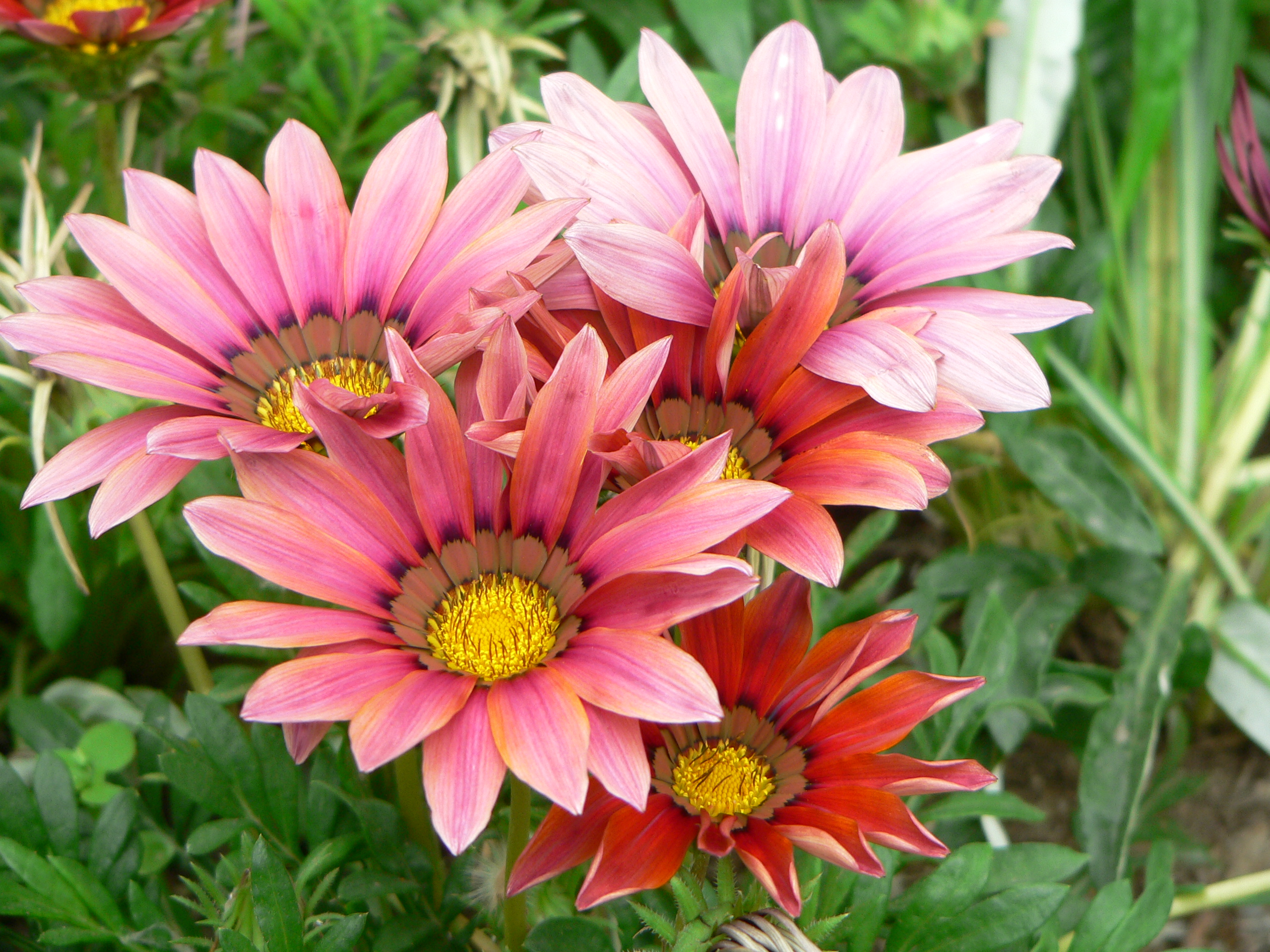
Flor

## Descripció
Gazania rigens es cultiva pel color brillant de les seves flors que apareixen a final de la primavera i principi de l'estiu. Les plantes prefereixen un lloc assolellat i toleren la sequedat i els sòls pobres.

## Taxonomia
Gazania rigens va ser descrita per (L.) Gaertn. i publicat a De Fructibus et Seminibus Plantarum.. .. 2: 451. 1791.
El nom genèric va ser atorgat en honor de Teodor Gaza (1398-1478), erudit italià d'origen grec i traductor de les obres de Teofrast del grec al llatí i l'epíte llatí rigens que significa "alguna cosa rígida".
Varietats
- G. rigens (L.) Gaertn. var. leucolaena (DC.) Roessler. En el cultiu aquesta varietat es coneix com a Trailing Gazania.
- G. rigens (L.) Gaertn. var. rigens En el cultiu aquesta varietat es coneix com a Clumping Gazania.[8]
- G. rigens (L.) Gaertn. var. uniflora (L.f.) Roessler És l'única varietat que és acceptada per The Plant List.

Sinonímia
- Gorteria rigens L. basiònim
- Melanchrysum rigens (L.) Cass.
- Gazania ×splendens Hort.
- Gorteria spectabilis Salisb.
- Meridiana splendens Kuntze
- Meridiana tesselata Hill[9]
- Gazania leucolaena DC.
- Gazania pavonia R.br.
- Gazania pavonia var. pavonia
- Gazania rigens var. rigens
- Gazania splendens Hend. & A.A.Hend.
- Gazania splendens Lem.
- Gazania uniflora (L.f.) Sims
- Gazania uniflora var. leucolaena (DC.) Harv.
- Gazania uniflora var. uniflora
- Gorteria heterophylla Willd.
- Gorteria pavonia Andrews
- Gorteria uniflora L.f.
- Othonna rigens L.[10]